# Léon Lommel
Léon Lommel (Nommern, 3 febbraio 1893 – Lussemburgo, 12 giugno 1978) è stato un vescovo cattolico lussemburghese.

## Biografia
Léon Lommel nacque a Nommern il 3 febbraio 1893 in una famiglia contadina.

### Formazione e ministero sacerdotale
Compì gli studi per il sacerdozio nell'abbazia di Echternach, a Roma e a Innsbruck.
Il 13 luglio 1919 fu ordinato presbitero per la diocesi di Lussemburgo nel duomo di Innsbruck. Completò gli studi accademici con il dottorato in filosofia e la licenza in teologia.
Dal 1923 al 1941 insegnò filosofia e arte sacra nel seminario della diocesi di Lussemburgo. Partecipò anche ai piani per l'ampliamento della cattedrale di Notre-Dame a Lussemburgo che furono eseguiti tra 1935 e il 1938 dall'architetto Hubert Schumacher. Dal 1926 al 1949 fece parte dell'Associazione accademica cattolica del Lussemburgo, dove fu apprezzato soprattutto per i suoi tratti caratteriali equilibrati.

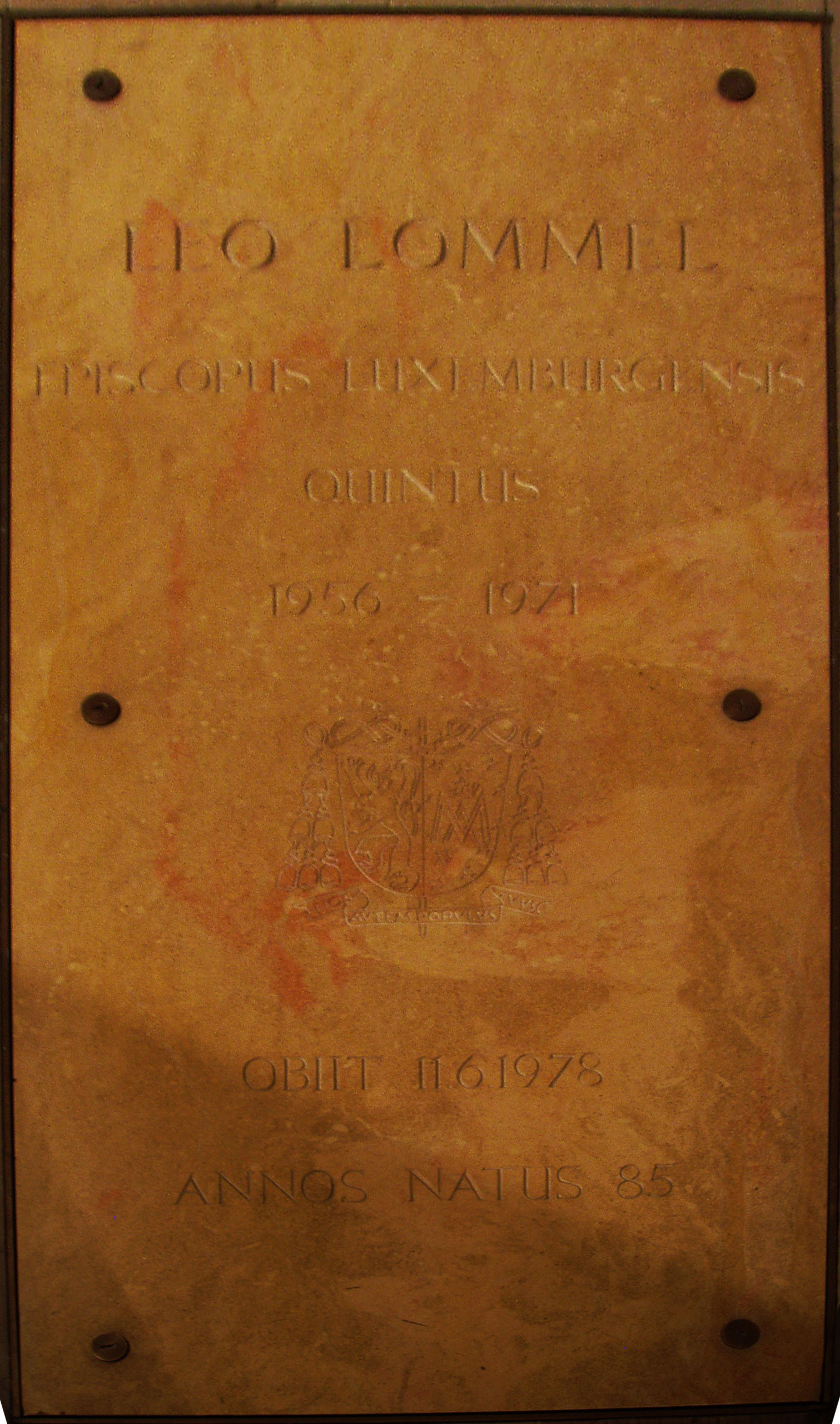
Tomba di monsignor Léon Lommel nella cattedrale di Notre-Dame a Lussemburgo.

Dopo diversi interrogatori da parte della Gestapo, venne deportato insieme ad altri dieci sacerdoti in Francia dove il vescovo di Autun gli affidò le parrocchie di St. Yan e St. Germain des Rives. Lì, Lommel si occupò anche dei combattenti della resistenza lussemburghese. Quando tornò in patria dopo la guerra, si impegnò in particolare nella ricostruzione degli edifici religiosi del paese, dal momento che circa un terzo delle chiese e delle cappelle del Granducato erano state distrutte nell'offensiva delle Ardenne. Ottenne anche la cattedra di teologia dogmatica nel seminario.

### Ministero episcopale
Il 14 maggio 1949 papa Pio XII lo nominò vescovo coadiutore di Lussemburgo e titolare di Nefeli. Ricevette l'ordinazione episcopale dall'arcivescovo Fernando Cento, nunzio apostolico in Belgio e Lussemburgo, co-consacranti il vescovo di Autun Lucien-Sidroine Lebrun e il vicario apostolico di Oslo Jacques Mangers. Il 21 ottobre 1956, alla morte di monsignor Joseph Laurent Philippe, gli succedette nel governo pastorale della diocesi.
Monsignor Lommel era profondamente interessato alla venerazione di Maria consolatrice degli afflitti. L'8 dicembre 1963 celebrò il terzo centenario di questo culto nel Lussemburgo e la consacrazione della rinnovata cattedrale di Notre-Dame a Lussemburgo. La consacrazione era stata più volte rinviata a causa del cambio di vescovo nel 1936 e della seconda guerra mondiale. Allo stesso modo, monsignor Lommel promosse la venerazione di San Villibrordo, specialmente nella processione di primavera del martedì di Pentecoste a Echternach. La basilica di Echternach, fatta saltare in aria dai soldati della Wehrmacht il 26 dicembre 1944, venne ricostruita durante il suo episcopato e riconsacrata il 20 settembre 1953.
Il Concilio Vaticano II vide in monsignor Léon Lommel un padre conciliare entusiasta e devoto. Convocò anche il IV Sinodo diocesano lussemburghese che fu aperto il 13 maggio 1972 dal suo successore Jean Hengen.
Il 13 febbraio 1971 papa Paolo VI accettò la sua rinuncia al governo pastorale della diocesi per raggiunti limiti di età.
Morì a Lussemburgo la sera dell'11 giugno 1978 dopo una breve malattia. Le esequie si tennero il 16 giugno nella cattedrale di Notre-Dame a Lussemburgo. Al termine del rito fu sepolto nella cripta dello stesso edificio, sotto le finestre degli Apostoli create dall'artista di Aquisgrana Anton Wendling. Nella percezione dei contemporanei, monsignor Lommel incarnava la sintesi del comportamento ieratico-maestoso di un principe-vescovo dell'età feudale con tratti di personalità impulsivi oltre a un notevole calore umano.

## Genealogia episcopale e successione apostolica
La genealogia episcopale è:
- Cardinale Scipione Rebiba
- Cardinale Giulio Antonio Santori
- Cardinale Girolamo Bernerio, O.P.
- Arcivescovo Galeazzo Sanvitale
- Cardinale Ludovico Ludovisi
- Cardinale Luigi Caetani
- Cardinale Ulderico Carpegna
- Cardinale Paluzzo Paluzzi Altieri degli Albertoni
- Papa Benedetto XIII
- Papa Benedetto XIV
- Papa Clemente XIII
- Cardinale Bernardino Giraud
- Cardinale Alessandro Mattei
- Cardinale Pietro Francesco Galleffi
- Cardinale Filippo de Angelis
- Cardinale Amilcare Malagola
- Cardinale Giovanni Tacci Porcelli
- Arcivescovo Fernando Cento
- Vescovo Léon Lommel

La successione apostolica è:
- Arcivescovo Nicolas Kinsch, S.C.I. (1958)
- Arcivescovo Jean Hengen, S.I. (1967)